# Andiorrhinus salvadori
Andiorrhinus salvadori är en ringmaskart som beskrevs av Cognetti. Andiorrhinus salvadori ingår i släktet Andiorrhinus och familjen Glossoscolecidae. Inga underarter finns listade i Catalogue of Life.